# South Mimms
South Mimms är en by i civil parish South Mimms and Ridge, i distriktet Hertsmere, i grevskapet Hertfordshire, i England. South Mimms var en civil parish fram till 2023 när den blev en del av South Mimms and Ridge. Civil parish hade 855 invånare år 2011. South Mimms tillhör den delen av Middlesex som blev en del av Hertfordshire år 1965. Byn nämndes i Domedagsboken (Domesday Book) år 1086, och kallades då Mimes.